# Етелда Блейбтрей
Етелда Блейбтрей (англ. Ethelda Bleibtrey, 27 лютого 1902 — 6 травня 1978) — американська плавчиня.
Олімпійська чемпіонка 1920 року.